# Россохи (Мядельський район)
Россохи  (біл. вёска Рассохі) — село в складі Мядельського району Мінської області, Білорусь. Село підпорядковане Мядзельській сільській раді, розташоване в північній частині області.